# Марьинский сельсовет (Загорский район)
Марьинский сельсовет — упразднённая административно-территориальная единица, существовавшая на территории Московской области в 1929—1976 годах.
Марьинский сельсовет был образован в 1929 году в составе Сергиевского (с 1930 года — Загорского) района Московского округа Московской области путём объединения Борского и Корытцевского с/с бывшей Ерёминской волости Сергиевского уезда.
31 марта 1936 года из Богородского с/с Константиновского района в Марьинский с/с было передано селение Раздольцы.
17 июля 1939 года к Марьинскому с/с был присоединён Чижовский с/с в составе селений Чижово, Антоново, Адамово, Селиваново, Старое Григорово и Юдино.
9 июля 1952 года селение Новогригорово было передано из Ерёминского с/с в Марьинский.
1 февраля 1963 года Загорский район был упразднён и Марьинский с/с вошёл в Мытищинский сельский район. 11 января 1965 года Марьинский с/с был возвращён в восстановленный Загорский район.
2 декабря 1976 года Марьинский с/с был упразднён. При этом его территория в полном составе вошла в Каменский с/с.